# Ярутка
Яру́тка (лат. Thláspi) — род травянистых растений семейства Капустные (Brassicaceae).

## Ботаническое описание
Однолетние или многолетние травы.
Нижние листья черешковые, цельнокрайные или зубчатые; стеблевые — полустеблеобъемлющие.
Чашелистики отстоящие. Лепестки ноготковые, всегда цельные, белые или розовые. Тычинки свободные, без зубцов; завязь сидячая.
Плоды — эллиптические, округлые, продолговатые, обратноовальные, обратносердцевидные или почти треугольные стручочки. Створки плода ладьевидные, почти всегда крылатые. Гнёзда дву- или многосемянные. Семена бороздчатые, точечные или гладкие.

## Экология и распространение[3]
Виды рода Ярутка произрастают преимущественно в умеренной зоне Северного полушария, а также в Южной Америке.
В России встречается в европейской части, в Западной и Восточной Сибири, Средней Азии, на Дальнем Востоке, на Кавказе. Как сорное растение произрастает на возделанных полях, а также на лугах, по склонам дорог, в огородах, в лесных и лесостепных зонах. 

## Классификация

### Таксономия[4]
Thlaspi L., 1753, Sp. Pl. : 645
Род Ярутка относится к семейству Капустные (Brassicaceae) порядка Капустоцветные (Brassicales). Кладограмма в соответствии с Системой APG IV по состоянию на июнь 2023 года:
|  |                                      |  |                                   |                                   |                     |  | ещё 16 семейств |              |              |                                                            |
|  |                                      |  |                                   |                                   |                     |  |                 |              |              | 18 подтвержденных видов и 22 вида, ожидающих подтверждения |
|  |                                      |  |                                   | порядок Капустоцветные            |                     |  |                 |              | род Ярутка   |                                                            |
|  |                                      |  |                                   | порядок Капустоцветные            |                     |  |                 |              | род Ярутка   |                                                            |
|  | отдел Цветковые, или Покрытосеменные |  |                                   |                                   | семейство Капустные |  |                 |              |              |                                                            |
|  | отдел Цветковые, или Покрытосеменные |  |                                   |                                   |                     |  |                 |              |              |                                                            |
|  |                                      |  | ещё 63 порядка цветковых растений | ещё 63 порядка цветковых растений |                     |  |                 | ещё 354 рода | ещё 354 рода |                                                            |
|  |                                      |  |                                   | ещё 63 порядка цветковых растений |                     |  |                 |              | ещё 354 рода |                                                            |

### Виды
- Thlaspi armenum  N.Busch
- Thlaspi arvense L. typus[5] — Ярутка полевая
- Thlaspi brevistylum  Mutel
- Thlaspi bulbosum  Spruner
- Thlaspi caerulescens  J.Presl  &  C.Presl
- Thlaspi ceratocarpon  Murray
- Thlaspi ceratocarpum  N.Busch

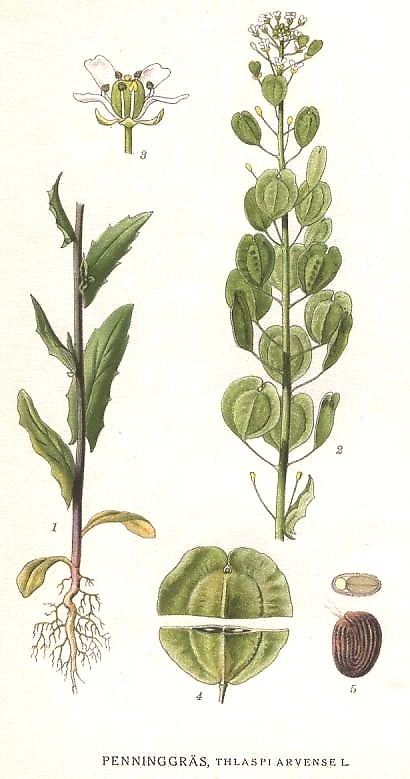
Ярутка полевая.

- Thlaspi cilicicum  (Schott  &  Kotschy  ex  Boiss.)  Hayek
- Thlaspi hastulatum  Steven  ex  DC.
- Thlaspi huetii  Boiss.
- Thlaspi inhumile  Ponert
- Thlaspi kochianum  F.K.Mey.
- Thlaspi macranthum N.Busch — Ярутка крупноцветковая
- Thlaspi oxyceras  (Boiss.)  Hedge
- Thlaspi roseolum  N.Busch
- Thlaspi somkheticum  (Bordz.)  Bordz.
- Thlaspi stylosum  Rchb.
- Thlaspi syriacum  Bornm.

### Синонимы
- Atropatenia  F.K.Mey.
- Carpoceras  Link
- Cruciundula  Raf.
- Metathlaspi  E.H.L.Krause
- Thlaspidea  –
- Thlaspidium  Bubani

## Применение
Практическое значение низкое. До первой половины XX века масло из семян ярутки применялись во Франции для поддержания огня. Кроме того ярутку используют в народной медицине и для технических целей.